# Distrito de Supe Puerto

Provincia de Barranca en el Departamento de Lima

Puerto Supe, conocido oficialmente como Distrito de Supe Puerto es un distrito del Perú, ubicado en la Provincia de Barranca, en el Departamento de Lima, bajo la administración del Gobierno Regional de Lima-Provincias, Perú. Limita por el norte con la Provincia de Barranca; por el sur con el Distrito de Supe Pueblo; por el este con la Campiña de Supe Pueblo y Barranca; y por el Oeste con el Océano Pacífico.
Dentro de la división eclesiástica de la Iglesia Católica del Perú, pertenece a la Diócesis de Huacho

## Historia
Su origen se remonta a hace miles de años con el Áspero, que le pertenece al periodo arcaico tardío, de 3000 a 1800 a. C. y está relacionado con la antigua ciudad de Caral, situada en la parte media del mismo valle de Supe, de la que presumiblemente fue su centro pesquero.
El distrito fue creado mediante Ley del 5 de diciembre de 1905, en el gobierno del Presidente José Pardo y Barreda con motivo de separarse del distrito de Supe y tener un gobierno independiente. 
Puerto Supe durante varias épocas se ha convertido en uno de los puertos más importantes del Perú, gracias al movimiento y exportación al resto del país y al mundo gracias a las haciendas de Paramonga y San Nicolás, además de volverse un importante puerto donde se albergaban gente de la clase alta del Perú, lo que le daba vida al puerto, en él se han albergado a personajes conocidos como Luis Banchero Rossi, donde posee una casa, en la que veraneaba y administraba sus negocios en el puerto y José María Arguedas donde también posee una casa, buscando una paz, armonía e inspiración en la naturaleza , y donde veraneo en sus últimos años de vida y Blanca Varela, que fue gran amiga y compañera de José María Arguedas ; y recibido visitas entre las que resaltan la del presidente Fernando Belaúnde Terry en el año de 1963 cuando era alcalde Víctor H. Zavala Vellutini y las de y Fernando de Szyszlo, esposo de Blanca Varela.

## Geografía
Se encuentra en el Valle de Supe, junto a la costa del Pacífico y tiene alrededor de 21 000 habitantes. Una actividad relevante es la pesca, tanto industrial como artesanal que proporciona la materia prima a las fábricas de harina de pescado y conserveras que están cerca del muelle...
Tiene varias playas, como La Isla, la de Abajo o el Muelle, la playa del Amor, La Bandurria, Faro, EL áspero y Áspero. En Áspero se han encontrado restos arqueológicos con data de entre 7 000 y 3 000 años de antigüedad, que se relacionan con el asentamiento urbano precerámico de Caral, ubicado en el mismo valle y con otros restos de los valles contiguos.

## División administrativa
Además de su capital Supe Puerto, dentro del distrito se encuentran los siguientes centros poblados:
- Repartición
- Atarjea
- Pan de Azúcar
- El Áspero
- Huarangal
- San José

## Autoridades

### Municipales
- 2019-2022
  - Alcalde: Oscar Efraín Morán García (Todos por el Perú)
- 2015-2018[3]
  - 'Alcalde' por suplencia. Jorge Luis Rodas Rojas (Fuerza Popular)
  - Alcalde: Diego Charlie Blas Morales,  partido Fuerza Popular (K).
  - Regidores:

  1. Jorge Luis Rodas Rojas (Fuerza Popular)
  2. Miriam Edith Andino Ramos (Fuerza Popular)
  3. Raúl Esteban Rivera Sánchez (Fuerza Popular)
  4. Cinthia Lucero Broncano Brito (Fuerza Popular)
  5. Nolo Juan Chávez Cerna (Siempre Unidos).
- 2011 - 2014[4]
  - Alcalde: Evedardo Vitonera Herrera, Movimiento independiente regional PADIN
  - Regidores: Ivana Vanesa Obeso Rosales (PADIN), Cira Luz Nopeco Julca (PADIN), Miluska Ageda Villar Sumen (PADIN), Frank Luis Correa Osorio (PADIN), Hilda Ruth Sepúlveda Bazalar

(Partido Aprista Peruano).
- 2007 - 2010[5]
  - Alcalde: Enoch Teodoro Sánchez Prudencio, Colectivo Ciudadano Confianza Perú (CP).
  - Regidores: Carlos Eduardo Aguilar Panduro (CP), Tarcila Ramos Varilla (CP), Félix Agustín Castro Cristóbal (CP), Mónica Catalina Pérez Escate (CP), Marcial Deifilio Blas Blanco (Concertación para el Desarrollo Regional).
- 2003 - 2006
  - Alcalde: Evedardo Vitonera Herrera, Partido Aprista Peruano (PAP).
  - Regidores: Ynocente Cesáreo Cabello Ríos (PAP), Julio Félix Farias Guerrero (PAP), José Wilfredo García Sorroza (PAP), Ángela Mariela Paz de Quiroz (PAP), José Francisco Antón Zapata (Barranca Modernidad).
- 1999 - 2002
  - Alcalde: María Verde Espinoza, Movimiento Barranca Modernidad.
- 1996 - 1998
  - Alcalde: María Verde Espinoza, Lista independiente N.º 17 Movimiento cívico Pueblo Unido.

### Policiales
- Comisaría de Supe Puerto[6]
  - Comisario: Comandante PNP Abel Salazar Paz,

### Religiosas
- Diócesis de Huacho[7]
  - Obispo: Mons. Antonio Santarsiero Rosa, OSJ.
- Parroquia San Pedro[8]
  - Párroco: Pbro. Jorge Cañamero Moscoso.

## Educación

### Instituciones educativas
I.E 511 -NIVEL INICIAL.
I.E. N.º 388 "SANTA ROSA DE LIMA" - CAMPIÑA - NIVEL INICIAL
C.E 20524 - NIVEL PRIMARIA.
C.E 20790 - NIVEL PRIMARIA. 
C.E 20525 - NIVEL PRIMARIA
C.E SAN JUDAS TADEO - NIVEL INICIAL, PRIMARIA Y SECUNDARIA.
CETIC: JOSE OLAYA BALANDRA - NIVEL SECUNDARIA.
C.E PEDRO RUIZ GALLO - LETICIA, NIVEL SECUNDARIA.
I.E. N.º 20520 SAN NICOLÁS - NIVEL PRIMARIA.

## Festividades
- Febrero: Aniversario Calle Tres Piedras-Yunza Anual
- Mayo: Festividad de la Cruz de Pan de Azúcar
- Junio: San Pedro y San Pablo
- Septiembre: Virgen de las Mercedes
- Octubre: Señor de los Milagros
- Noviembre: San Martín de Porres
- Diciembre: Aniversario de Distrito